# 左安门
左安门是明清北京外城七门之一，位于外城东南部。现存的左安门值房在2013年被列为第七批全国重点文物保护单位。

## 简介

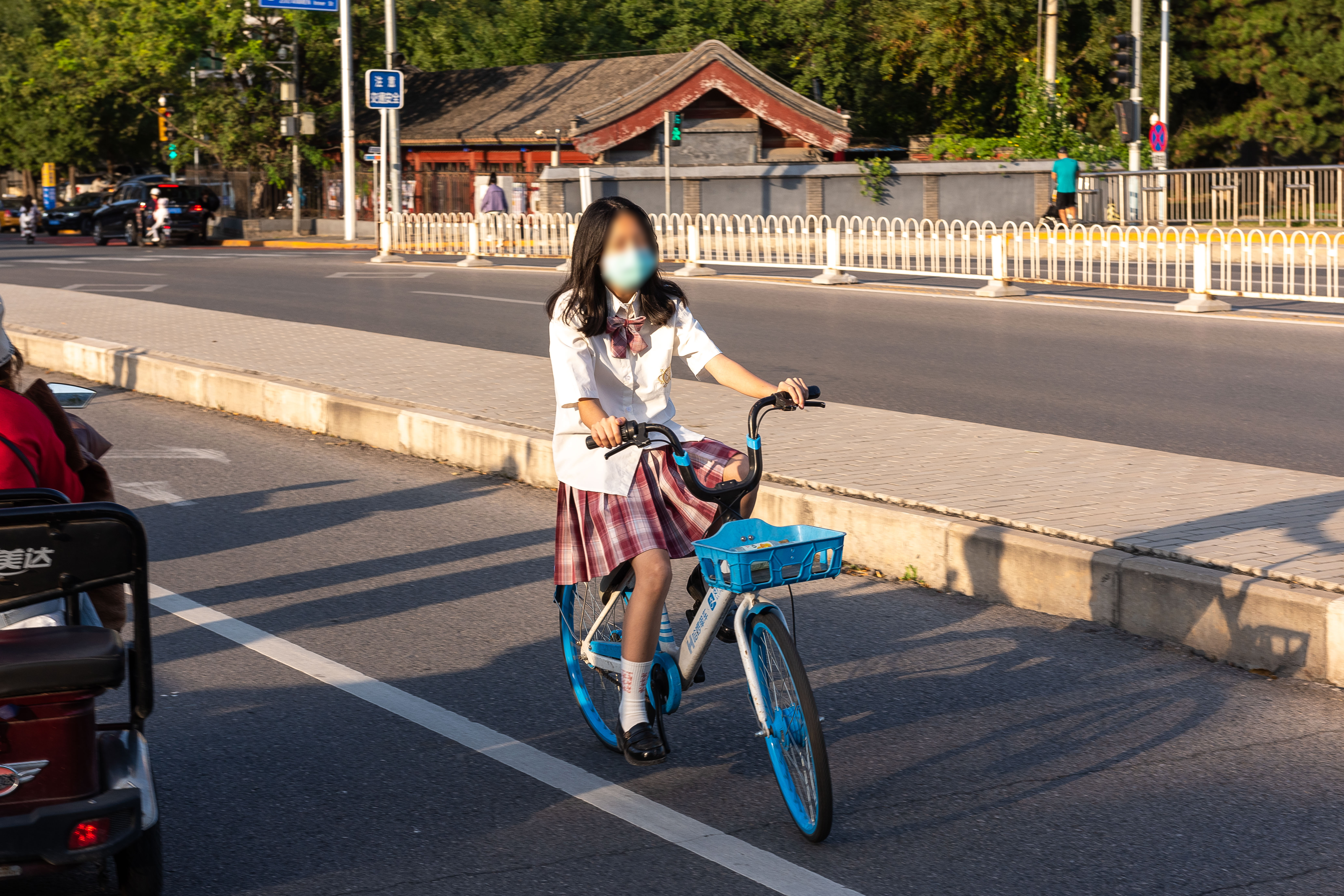
一名市民骑行经过左安门，可见路口东北角的值房

明朝嘉靖三十二年（1553年），北京外城建成，左安门同时建成。左安门分为城楼、箭楼、瓮城。城楼采用单层单檐歇山式，顶覆灰筒瓦，面阔三间（16米），进深一间（9米），高6.5米，城楼连城台通高15米。瓮城平面呈半圆形，南北长29米，东西宽23米。箭楼采用单檐歇山小式，顶覆灰筒瓦，面白日阔三间（13米），进深一间（6米），高7.1米，箭楼连城台通高16.6米。箭楼南侧辟有两层箭窗，每层设有7孔；箭楼东西两侧辟有两层箭窗，每层设有3孔，侧面正中辟有过木方门。
1930年代，左安门箭楼遭到拆除。1953年，左安门瓮城、城楼以及箭楼城台相继遭到拆除。
左安门俗称“江擦门”。对于该俗名有多种解释，其中一种认为“江擦”乃“礓礤”的谐音，因为左安门箭楼外侧的门洞有石砌礓礤（台阶），所以俗称“礓礤门”。
左安门外是1980年代北京最早的私人可以购买的商业楼盘方庄地区。

## 左安门值房
左安门值房位于左安门桥东北侧，建于明朝嘉靖三十二年（1553）。现存建筑面阔五间，进深一间，前出廊，为木结构建筑，屋面为筒板瓦过垄脊，建筑面积达到148.35平方米。左安门值房是北京市现存唯一的古代值房，原来供左安门守军驻守和居住。清朝乾隆十五年的《京城全圖》上標明了左安門值房的位置，所以借助《京城全圖》可推測出北京外城城墻、城門的位置。左安门值房是第三次全国文物普查登記項目之一，2013年作为“明北京城城墙遗存——左安门值房”列入第七批全国重点文物保护单位。